# Maronius paradoxus
Maronius paradoxus là một loài bọ cánh cứng trong họ Cantharidae. Loài này được Dohrn miêu tả khoa học năm 1882.